# Cnemaspis karsticola
Espèce
Cnemaspis karsticola est une espèce de geckos de la famille des Gekkonidae.

## Répartition
Cette espèce est endémique du Kelantan en Malaisie. Elle se rencontre dans le Gunung Reng.

## Description
Cnemaspis karsticola mesure, queue non comprise, jusqu'à 48,1 mm pour les mâles et jusqu'à  43,3 mm pour les femelles.

## Publication originale
- Grismer, Grismer, Wood & Chan, 2008 : The distribution, taxonomy, and redescription of the geckos Cnemaspis affinis (Stoliczka 1887) and C. flavolineata (Nicholls 1949) with descriptions of a new montane species and two new lowland, karst- dwelling species from Peninsular Malaysia. Zootaxa, n. 1931, p. 1–24.